# Kaloula kokacii
Espèce
Statut de conservation UICN

 LC  : Préoccupation mineure
Kaloula kokacii est une espèce d'amphibiens de la famille des Microhylidae.

## Répartition
Cette espèce est endémique des Philippines. Elle se rencontre entre 200 et 300 m d'altitude à Catanduanes et dans la péninsule Bicol à Luçon,.

## Publication originale
- Ross & Gonzales, 1992 : Amphibians and reptiles of Catanduañes Island, Philippine. National Museum Papers, vol. 2, p. 50–76.